# MTV Europe Music Award za nejlepší Hip-Hop
Seznam výherců a nominovaných MTV Europe Music Awards v kategorii Nejlepší Hip-Hop. Eminem vlastní celkem 7 cen.

## 1990 - 1999
| Rok  | Vítěz  | Nominovaní                                              |
| ---- | ------ | ------------------------------------------------------- |
| 1999 | Eminem | - Beastie Boys - Busta Rhymes - Puff Daddy - Will Smith |

## 2000 - 2009
| Rok  | Vítěz      | Nominovaní                                            |
| ---- | ---------- | ----------------------------------------------------- |
| 2000 | Eminem     | - Dr. Dre - Cypress Hill - Wyclef Jean - Busta Rhymes |
| 2001 | Eminem     | - D12 - Missy Elliott - Outkast - P. Diddy            |
| 2002 | Eminem     | - Nelly - P. Diddy - Busta Rhymes - Ja Rule           |
| 2003 | Eminem     | - 50 Cent - Missy Elliott - Jay-Z - Nelly             |
| 2004 | D12        | - Beastie Boys - Jay-Z - Nelly - Kanye West           |
| 2005 | Snoop Dogg | - 50 Cent - Akon - Missy Elliott - Kanye West         |
| 2006 | Kanye West | - Missy Elliott - Sean Paul - Diddy - Busta Rhymes    |

## 2010 - 2019
| Rok  | Vítěz       | Nominovaní                                              |
| ---- | ----------- | ------------------------------------------------------- |
| 2010 | Eminem      | - Snoop Dogg - T.I. - Lil Wayne - Kanye West            |
| 2011 | Eminem      | - Lil Wayne - Jay-Z & Kanye West - Pitbull - Snoop Dogg |
| 2012 | Nicki Minaj | - Drake - Jay-Z & Kanye West - Nas - Rick Ross          |

Eminem vyhrál cenu sedmkrát sám. Osmkrát i s jeho skupinou D12.